# Jughead Jones
Jughead Jones er en fiktiv figur i den meget populære serie Riverdale. Han bliver spillet af den amerikanske skuespiller Cole Sprouse. Jughead er kendt for at være mystisk, modig og til tider en ekstremt overilet mand.
| Biografi | Spire Denne biografi er en spire som bør udbygges. Du er velkommen til at hjælpe Wikipedia ved at udvide den. |